# استشعار الأشعة تحت الحمراء في الثعابين

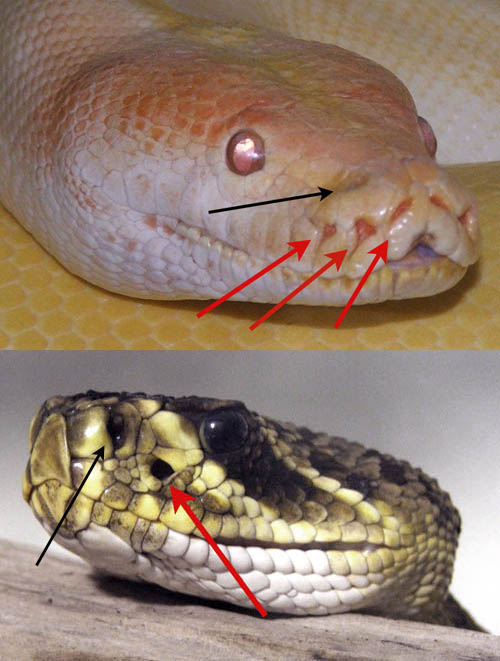
صورة لثعبان البايثون (الأعلى) والثعابين الرقطاء، توضح مواقع أعضاء الحفرة. الأسهم التي تشير إلى أعضاء الحفرة باللون الأحمر؛ سهم أسود يشير إلى الخياشيم.

لقد تطورت القدرة على استشعار الإشعاع الحراري بالأشعة تحت الحمراء بشكل مستقل في ثلاث مجموعات مختلفة من الثعابين، تتكون من الفصائل البوائيات، والأصليات، والفُصيلة أفعى الحفر (الأفاعي الجرسية). ما يُطلق عليه عادة عضو الحفرة يسمح لهذه الحيوانات برؤية الحرارة المشعة عند أطوال موجية تتراوح بين 5 و30 ميكرومتر. إن حاسة الأشعة تحت الحمراء الأكثر تطوراً لدى الأفاعي الجرسية تسمح لها بالضرب بدقة على فريستها حتى في غياب الضوء، والكشف عن الأجسام الدافئة من مسافة عدة أمتار. كان يُعتقد سابقًا أن الأعضاء قد تطورت بشكل أساسي ككاشفات للفريسة، لكن الأدلة الحديثة تشير إلى أنها قد تُستخدم أيضًا في تنظيم الحرارة والكشف عن المفترس، مما يجعلها عضوًا حسيًا ذو أغراض أكثر عمومية مما كان يُعتقد سابقًا.

## السلالات والتطور
خضع الحُفر الوجهي لتطور متواز في الأفاعي الحفرية وبعض أنواع البوائيات والأصليات. تطور مرة واحدة في الأفاعي الحفرية وعددًا من المرات في البوائيات والأصليات. تشابهت الوظائف الكهربائية للأعضاء للهيكل بين الفصيلتين، لكنهما اختلفتا في التشريح الهيكلي الكلي. بشكل سطحي، تمتلك الأفاعي الحفرية حفرة كبيرة واحدة على جانبي الرأس، بين العين والأنف (حُفر لوريا)، بينما تمتلك البوائيات والأصليات ثلاث حفر أو أكثر أصغر تصطف الشفة العلوية وأحيانًا السفلية، داخل أو بين الحراشف (الحُفر الشفوية). تلك الموجودة في الأفاعي الحفرية هي الأكثر تقدماً، حيث تمتلك غشاءً حسياً معلقًا بدلاً من هيكل حفرة بسيط.

## التشريح
في الأفاعي الحفرية، تتكون حفرة الحرارة من جيب عميق في المنقار مع غشاء ممتد عبره. خلف الغشاء، يوجد حجرة مملوءة بالهواء توفر اتصالاً بالهواء على جانبي الغشاء. غشاء الحفرة ذات أوعية دموية عالية وأعصاب كثيفة مع العديد من المستقبلات الحساسة للحرارة التي تتكون من الكتل الطرفية للعصب الثلاثي التوائم (كتل العصب الطرفية، أو TNMs). لذلك، فإن المستقبلات ليست خلايا منفصلة، بل جزءًا من العصب الثلاثي التوائم نفسه. تفتقر حفرة الشفة الموجودة في البوائيات والأصليات إلى الغشاء المعلق وتتكون ببساطة من حفرة مبطنة بغشاء عصبي ووعائي بشكل مشابه، على الرغم من اختلاف مورفولوجيا جهاز الدوران بين هذه الثعابين والأفاعي الحفرية. بالإضافة إلى تزويد المستقبلات الطرفية بالأكسجين، فإن الغرض من الأوعية الدموية هو تبريد المستقبلات بسرعة إلى حالتها الحرارية المحايدة بعد تسخينها بواسطة الإشعاع الحراري من حافز. لولا هذه الأوعية الدموية، لبقي المستقبل في حالة دافئة بعد تعرضه لحافز دافئ، ولقدم الحيوان صورًا ثانوية حتى بعد إزالة الحافز.

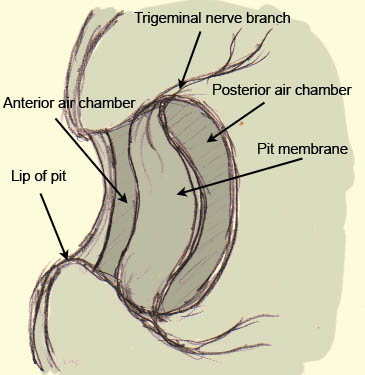
مخطط عضو الحفرة لأفعى حفرية.

### التشريح العصبي
في جميع الحالات، تتغذى الحُفر الوجهي بواسطة العصب الثلاثي التوائم. في الأفاعي الجرسية، تُنقل المعلومات من عضو الحفرة إلى النواة الشبكية الحرارية في النخاع المستطيل عبر المسار الثلاثي التوائم الهابط الجانبي. من هناك، تُنقل إلى الأكيمة العلوية المقابلة. في البوائيات والأصليات، تُرسل المعلومات من الحفرة الشفوية مباشرة إلى الأكيمة العلوية المقابلة عبر المسار الثلاثي التوائم الهابط الجانبي، متجاوزًا النواة الشبكية الحرارية.
إن الأكيمة العلوية للدماغ هي التي تعالج في النهاية هذه الإشارات تحت الحمراء. يتلقى هذا الجزء من الدماغ أيضًا معلومات حسية أخرى، وأبرزها التحفيز البصري، ولكن أيضًا الحركي والحس العميق والسمعي. تستجيب بعض الخلايا العصبية في الأكيمة للتحفيز البصري أو تحت الحمراء فقط؛ بينما تستجيب أخرى بشكل أقوى للتحفيز البصري والأشعة تحت الحمراء مجتمعة، ولا تستجيب أخرى إلا لمجموعة من التحفيزات البصرية والأشعة تحت الحمراء. يبدو أن بعض الخلايا العصبية مصممة للكشف عن الحركة في اتجاه واحد. وقد وجد أن الخرائط البصرية والأشعة تحت الحمراء للعالم لدى الأفعى متراكبة في الأكيمة العلوية. تُنقل هذه المعلومات المجمعة عبر الأكيمة إلى الدماغ الأمامي.
ألياف الأعصاب في عضو الحفرة تطلق باستمرار بمعدل منخفض جدًا. لا تغير الأجسام التي تقع ضمن نطاق درجة حرارة محايد معدل الإطلاق؛ يُحدد النطاق المحايد من خلال متوسط الإشعاع الحراري لجميع الأجسام الموجودة في المجال الحسي للعضو. يسبب الإشعاع الحراري فوق حد معين زيادة في درجة حرارة ليف العصب، مما يؤدي إلى تحفيز العصب وإطلاق الحرارة اللاحق، مع زيادة درجة الحرارة مما يؤدي إلى زيادة معدل الإطلاق. تقدر حساسية ألياف الأعصاب بـ <0.001 درجة مئوية.
سيتكيف عضو الحفرة مع محفز متكرر؛ إذا اُزيل المحفز المتكيف، سيكون هناك تقلب في الاتجاه المعاكس. على سبيل المثال، إذا وُضع جسم دافئ أمام الثعبان، فإن العضو سيزداد معدل إطلاقه في البداية، ولكن بعد فترة من الوقت سيتكيف مع الجسم الدافئ وسيعود معدل إطلاق الأعصاب في عضو الحفرة إلى طبيعته. إذا اُزيل هذا الجسم الدافئ بعد ذلك، فإن عضو الحفرة سيرى الآن المساحة التي كان يشغلها سابقًا على أنها أكثر برودة، وبالتالي سيُثبط معدل الإطلاق حتى يتكيف مع إزالة الجسم. فترة الكمون للتكيف هي حوالي 50 إلى 150 مللي ثانية.
في الواقع، تقوم الحفرة الوجهية بتصور الإشعاع الحراري باستخدام نفس المبادئ البصرية المستخدمة في كاميرا الثقب، حيث تُحدد موقع مصدر الإشعاع الحراري من خلال موقع الإشعاع على غشاء حفرة الحرارة. ومع ذلك، أشارت الدراسات التي تصور الصور الحرارية التي يراها عضو الحفرة باستخدام التحليل الحاسوبي إلى أن الدقة منخفضة للغاية. يؤدي حجم فتحة الحفرة إلى ضعف دقة الأجسام الصغيرة الدافئة، وبالتزامن مع صغر حجم الحفرة والتوصيل الحراري الضعيف اللاحق، تكون الصورة المنتجة ذات دقة وتباين منخفضين للغاية. من المعروف أن بعض التركيز وتوضيح الصورة يحدث في المسار الثلاثي التوائم الهابط الجانبي، ومن المحتمل أنه أيضًا يستخدم التكامل البصري والأشعة تحت الحمراء في الأكيمة للمساعدة في توضيح الصورة.

### الآلية الجزيئية
على الرغم من اكتشافها للضوء تحت الحمراء، فإن آلية اكتشاف الأشعة تحت الحمراء ليست مشابهة لمستقبلات الضوء - بينما تكتشف مستقبلات الضوء الضوء من خلال التفاعلات الكيميائية الضوئية، فإن البروتين الموجود في حُفر الثعابين هو نوع من قناة مستقبل الأيونات العابرة المحتملة، مستقبل الأنكيرين العابر المحتمل 1، وهي قناة أيونية حساسة لدرجة الحرارة. تشعر بالإشارات تحت الحمراء من خلال آلية تتضمن تسخين عضو الحفرة، بدلاً من التفاعل الكيميائي مع الضوء. يشبه في هيكله ووظيفته نسخة بيولوجية من أداة الاستشعار الحراري المسماة مقياس الإشعاع الحراري. يتسق ذلك مع غشاء الحفرة الرقيق للغاية، والذي يسمح للإشعاع تحت الحمراء الوارد بتسخين قناة أيونية معينة بسرعة ودقة، وتشغيل نبضة عصبية، وكذلك تروية غشاء الحفرة من أجل تبريد قناة الأيونات بسرعة إلى حالتها الأصلية لدرجة الحرارة. في حين أن السلائل الجزيئية لهذه الآلية موجودة في ثعابين أخرى، فإن البروتين يُعبر عنه بدرجة أقل بكثير وأقل حساسية للحرارة.

## التأثيرات السلوكية والبيئية
تستخدم الثعابين الحسية للأشعة تحت الحمراء الأعضاء الحفرية على نطاق واسع للكشف عن الفريسة ذات الدم الحار مثل القوارض والطيور واستهدافها. يمكن للأفاعي الجرسية العمياء أو المعصوبة العينين أن تضرب فريستها بدقة في غياب كامل للضوء المرئي، على الرغم من أنها لا تبدو أنها تقيم حيوانات الفريسة بناءً على درجة حرارة أجسامها. بالإضافة إلى ذلك، قد تختار الثعابين عن عمد مواقع الكمائن التي تسهل الكشف بالأشعة تحت الحمراء عن الفريسة. كان يُفترض سابقًا أن العضو قد تطور خصيصًا لاصطياد الفريسة. ومع ذلك، تشير الأدلة الحديثة إلى أن العضو الحفري يستخدم أيضًا في تنظيم الحرارة. في تجربة اختبرت قدرات الثعابين على تحديد موقع ملاذ حراري بارد في متاهة حارة بشكل غير مريح، تمكنت جميع الأفاعي الحفرية من تحديد موقع الملاذ بسرعة وسهولة، بينما كانت الأفاعي الحقيقية غير قادرة على ذلك. يشير هذا الاكتشاف إلى أن الأفاعي الحفرية كانت تستخدم أعضاءها الحفرية للمساعدة في اتخاذ قرارات تنظيم الحرارة. ومن الممكن أيضًا أن يكون العضو قد تطور كتكيف دفاعي بدلاً من تكيف افتراسي، أو أن ضغوطًا متعددة قد ساهمت في تطور العضو. لم يُحدد بعد استخدام الحفرة الحرارية لتوجيه تنظيم الحرارة أو السلوكيات الأخرى في البوائيات والأصليات.

## روابط خارجية
- مقالة حول الرؤية بالأشعة تحت الحمراء في الثعابين
- ملخص مقالة عن الرؤية تحت الحمراء في الثعابين